# Eine rose so wunderschön wie du
Singles de Alain Le Govic
Le Chemin du château
(1970) Dans les ruisseaux
(1972)
Eine rose so wunderschön wie du est une chanson interprétée par Alain Le Govic en 1970 qui sera connu deux ans plus tard sous le nom d'Alain Chamfort.
Il s'agit du dernier 45 tours enregistré pour le label EMI par le jeune chanteur au studio Pathé-Marconi après deux ans de contrat avec la firme en enregistrant quatre singles sans succès.
À noter que ce single fut fabriqué pour le marché allemand.